# دیل اوانز
دِیل اوانز (انگلیسی: Dale Evans; ۳۱ اکتبر ۱۹۱۲ – ۷ فوریهٔ ۲۰۰۱) یک هنرپیشه اهل ایالات متحده آمریکا بود. وی بین سال‌های ۱۹۴۲ تا ۲۰۰۱ میلادی فعالیت می‌کرد.

## گزیده فیلمشناسی
از فیلم‌ها یا برنامه‌های تلویزیونی که وی در آن نقش داشته‌است می‌توان به آثار زیر اشاره کرد.
- در اکلاهمای سابق (۱۹۴۳)
- دره سن فرناندو (فیلم) (۱۹۴۴)